# Rui Madeira
Rui Adelino Pinto Madeira est un pilote de rallye portugais né le 1er mars 1969 à Almada. Il est à ce jour le seul portugais à avoir remporté un rallye en championnat du monde.

## Biographie
Il débute en 1990 dans le championnat portugais au volant d'une Seat ; il fait déjà équipe avec Nuno da Silva son copilote de toujours. En 1992 il remporte le championnat du Portugal des rallyes sur une Citroën. Il remporte de nouveau le championnat en 1993 et 1994 (Groupe N). 
En 1995 il décide de ce lancer dans le mondial d'abord en production. Il prend part aux sept manches du championnat production. Il gagne 4 manches (Portugal, Corse, Catalogne et Grande-Bretagne (2e en Nouvelle-Zélande)), et devient le premier portugais champion du monde des rallye en remportant le championnat des voitures de productions P-WRC. L'année suivante il prend part à 6 manches du WRC, et remporte son propre rallye national, devenant ainsi l'un des derniers pilotes privés à s'imposer en championnat mondial toutes catégories. 
Début 2000, lassé de ne pas avoir pu obtenir un volant d'usine, il décide de repartir dans son championnat national. 
Il revient en Championnat du monde des rallyes en 2001 en tant qu'officiel Seat, mais le retrait du constructeur espagnol contraint Madeira à reprendre ses piges, la dernière en 2007. 
Il se retire du monde des rallye fin 2007. 
Il est devenu architecte-scénographe depuis, et il travaille dans l'agence familiale Construciv.